# Ahmad Abd al-Maksud
Ahmad Muhammad Abd al-Maksud (arab. أحمد محمد عبد المقصود) – egipski zapaśnik walczący w stylu klasycznym. Brązowy medalista igrzysk afrykańskich w 1987. Triumfator mistrzostw Afryki w 1985 i 1988. Mistrz arabski w 1987 roku.